# Plovdivi repülőtér
A Plovdivi repülőtér (IATA: PDV, ICAO: LBPD) Bulgária egyik nemzetközi repülőtere. Plovdiv közelében található. Éves utasforgalma 221 721 fő (2022).

## Futópályák
A repülőtér futópályái:
- 12/30 (2500 m, 45 m, beton)

## Forgalom
Az utasforgalom az elmúlt években az alábbi módon változott:
| Utasok száma | 52 702 | 27 627 | 27 379 | 93 245 | 24 919 | 76 835 | 103 535 | 91 600 | 77 309 | 221 721 |
|              | 1998   | 2001   | 2003   | 2006   | 2009   | 2011   | 2014    | 2017   | 2019   | 2022    |